# Diactis cupola
Diactis cupola är en mångfotingart som beskrevs av Shelley 1996. Diactis cupola ingår i släktet Diactis och familjen Schizopetalidae. Inga underarter finns listade i Catalogue of Life.